# Енергетика Молдови
- Молдовська ДРЕС (2520 МВт)
- ТЕЦ № 2 (240 МВт)
- ТЕЦ № 1 (66 МВт)
- ТЕЦ «Норд» (37,4 МВт)
- ТЕЦ ТОВ «Тиротекс(інші мови)-Енерго» (31 МВт)
- ТЕЦ ТОВ «Тираспольтрансгаз(інші мови)-Придністров'я» (3 МВт)
- Дубоссарська ГЕС (56 МВт)
- ГЕС Костешти–Стинка(інші мови) (32 МВт)
- СЕС Унгени
- ВЕС Єдинецького району (10 турбін)
- Інші ВЕС (14 турбін)
- Інші СЕС

Енергетика Молдови — включає виробництво, споживання та імпорт енергії та електроенергії в Молдові. У Молдові бракує внутрішніх джерел викопної енергії, і вона повинна імпортувати значну кількість нафти, вугілля, природного газу та інших енергетичних ресурсів. В країні використовується відновлювана енергія, в першу чергу для виробництва електроенергії та опалення. Прогнозована частка відновлюваної енергії у валовому кінцевому споживанні енергії до 2020 року становитиме 20 %. Бачення розвитку енергетики Республіки Молдова, її удосконалення, перспективи, інтеграційні напрямки відображені у в Енергетичній Стратегії Республіки Молдова до 2030 року.

## Огляд
Молдова імпортує все своє постачання нафти, вугілля та природного газу переважно з РФ.
Молдова була спостерігачем за договором про створення Енергетичного співтовариства з самого початку (2006 р.). Після зацікавленості в повноцінному членстві Європейська Комісія отримала доручення провести переговори про приєднання Молдови в 2007 р. У грудні 2009 р. Міністерська рада Енергетичного співтовариства ухвалила рішення про приєднання, але зробила це обумовленим внесенням змін у молдовський газовий закон. Молдова приєдналася до Енергетичного співтовариства як повноправний член у березні 2010 року.
Молдова разом з іншими договірними сторонами має такі завдання та зобов'язання:
- Розширення acquis communautaire у своєму національному законодавстві;
- Створення механізму роботи мережевих енергетичних ринків;
- Створення єдиного енергетичного ринку.

Acquis communautaire Енергетичного співтовариства складається приблизно з 25 правових актів. Він включає ключові правові акти ЄС у сфері електроенергії, газу, нафти, навколишнього середовища, енергоефективності, відновлюваних джерел енергії та статистики. Договір передбачає, що також застосовуються основні принципи політики конкуренції в ЄС. Графік транспозиції та імплементації встановлюється договором або рішенням Ради міністрів.
Молдова є країною-партнером енергетичної програми ЄС INOGATE, яка має чотири ключові теми: 
- підвищення енергетичної безпеки;
- конвергенція енергетичних ринків країн-членів на основі принципів внутрішнього енергетичного ринку ЄС;
- підтримка сталого енергетичного розвитку;
- залучення інвестицій в енергетичні проєкти зі спільним та регіональним інтересом[6].

## Газ
Молдова залежна від постачання російського газу. Незаконні постачання та приховані схеми довели країну до кризи. Новий президент Молдови Мая Санду не визнала борги за російський газ для окупованою Росією Придністров'я, проте, без урахування придністровської складової, заборгованостей перед Газпромом у Молдови практично немає. Станом на 31 березня 2020 року, борг Придністров'я становив 6,914 млрд дол. США, з головою Газпрому цю тему регулярно обговорював колишній президент Молдови Ігор Додон — Придністров'я не платить Росії за споживання газу, акумулюючи одержувані від населення гроші, як і плату за транзит, на спеціальному рахунку, яким розпоряджаються влада невизнаної республіки. В 2020 році, Moldovagaz, вперше в історії почав закачувати газ на зберігання в Україні. Як тоді повідомили в компанії, в жовтні і листопаді 2020 року планувалося закачати в сховища близько 100 млн кубометрів газу, а Майя Санду обговорила з представниками енергетичного сектора Молдови можливість будівництва місцевих газових сховищ задля уникнення шантажу та підвищення надійності постачання газу, заявивши, що це пріоритетна задача національної безпеки.
У своєму Звіті за ІІІ квартал 2020 року «Газпром» повідомив, що Міжнародний комерційний арбітражний суд при Торгово-промисловій палаті РФ задовольнив його позов про стягнення з АТ «Молдовагаз» (50 % акцій компанії належить «Газпрому») в рахунок погашення боргу за поставлений у 2017 році газ більше $246 млн. У тому ж документі говориться, що заборгованість Молдови в 2011-2019 роках зростала через неплатежі споживачів Придністров'я.
Станом на вересень 2023 року, російська компанія «Газпром» вимагає від Молдови сплатити $800 млн за псевдоборги. Натомість уряд Молдови не збирається платити за вигадані борги рф. Відповідно, прем'єр-міністр Молдови Дорін Речан на засіданні уряду відреагував на доповідь молдовського міністра енергетики Віктора Парлікова за результатами аудиту історичного боргу Молдовагазу перед Газпромом та заявив: "Ми не дозволимо покласти цей борг на плечі громадян. Молдова не збирається виплачувати вигадані борги, а громадяни Молдови, очевидно, не зобов'язані за це платити теж!".

## Електроенергія

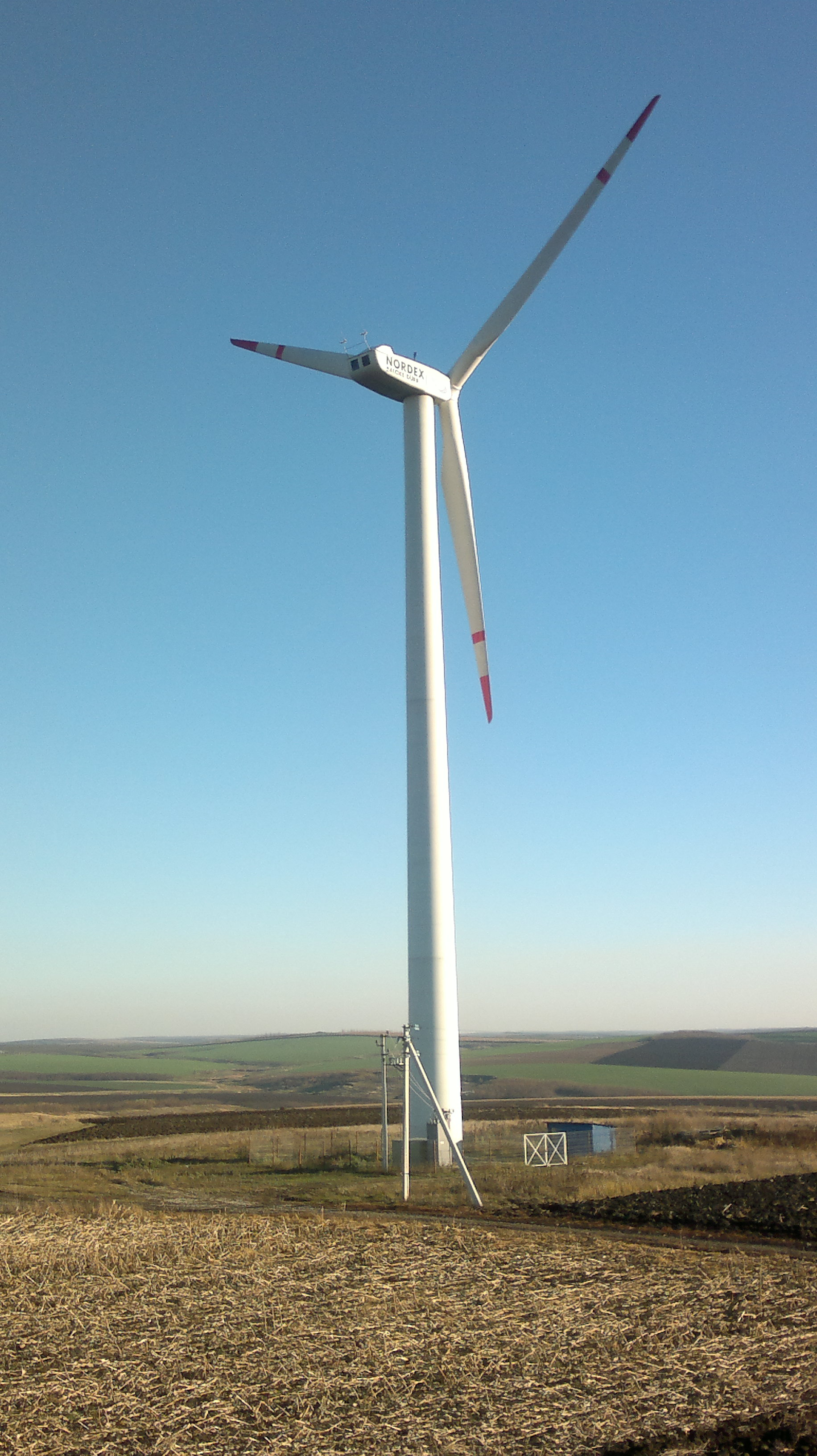
Перша вітроелектростанція Молдови, побудована у 2013 році напівдень від с. Братушани Єдинецького району (1,1 МВт)

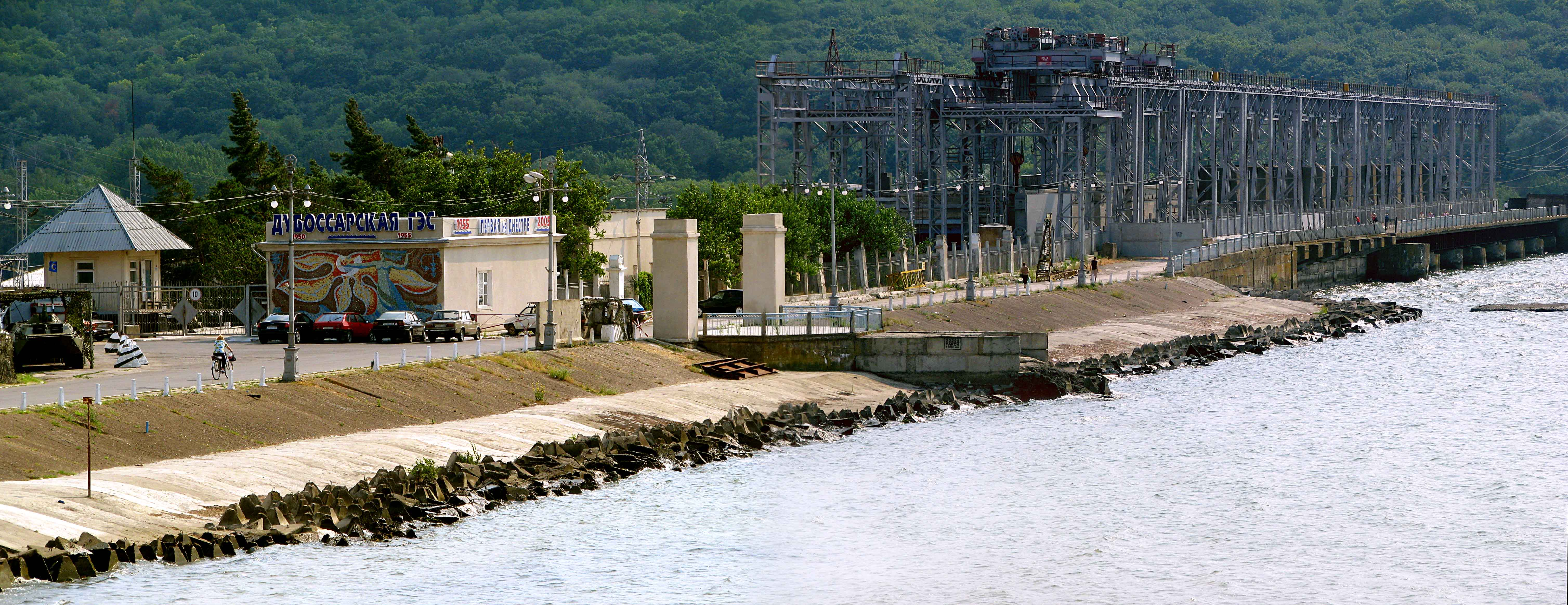
Дубоссарська ГЕС

Україна, окрім кордону окупованого Придністров'я, має великі ділянки кордону з офіційною Молдовою. Дві країни пов'язані трубопроводами та ЛЕП, частина з яких навіть проходить транзитом по території Молдови. Обидві країни мають об'єднану енергосистему і з березня 2022 року разом приєднані до енергосистеми Європи ENTSO-E. Офіційна Молдова не має на своїй території значних генеруючих потужностей, і, свої енергопотреби забезпечує закупками електроенергії з непідконтрольної потужної Молдовської ДРЕС (70 %-85 % у 2018-2019 роках відповідно).
Лише близько 25 % від необхідних обсягів електрики виробляються Молдовою на власних генеруючих потужностях, розташованих на правому березі Дністра у Кишиневі - ТЕЦ-1 і ТЕЦ-2, ТЕЦ-Норд (Бельці), Костештська ГЕС. Незначні частки електроенергії експортуються з України та Румунії. Зі зміною проросійськи-налаштованого президента Ігоря Додона, у програмі проєвропейськи налаштованого президента Маї Санду, були анонсовані домовленості з Україною, щодо закупки більшості обсягів електроенергії з території України, минаючи Молдавську ДРЕС на окупованій Росією частині Придністров'я. Рік потому, подібні наміри знайшли підтвердження, де за результатами зустрічі Володимира Зеленського та Маї Санду було оголошено про досягнуті домовленості про закупівлю значних обсягів електроенергії з України, а ДТЕК підтвердив таку можливість. Електроенергію вільно Молдова зможе купувати в Румунії не раніше 2025 року по причині розрізнених енергосистем, прогнозовано, станом на 2025 рік буде побудована лінія електропередач Вулканешти-Кишинів і підстанція у Вулканешти — відповідну енергоструктуру із значними затримками будує Moldelectrica на кредити Європейських банків.
«Зелений тариф» у Молдові був затверджений лише у 2020 році. Енергетичний регулятор ANRE затвердив 15-річні плани на постачання енергії для проєктів відновлюваної енергетики потужністю генерування не більше 1 МВт. Тариф було запропоновано на рівні 1,79 MDL/кВт-год, згодом збільшено до 1,88 MDL (0,105671 дол. США). Отримувачі контрактів матимуть два роки, для розбудови потужностей та підключення їх до мережі. За програмою постачання зелених тарифів, уряд Молдови розраховує запустити 15 МВт нових сонячних потужностей із маломасштабних масивів.